# Veenangeni
Veenangeni es una pequeña villa cerca de la ciudad de Vadalur, en el distrito de Cuddalore, en el estado de Tamil Nadu, en la India. Veenangeni es la puerta para entrar en la villa Mettukkuppam, donde el santo VAllAlAR Ramalinga Swamigal gastó el final de su vida.

## Ocupación
La ocupación principal es la agricultura. Las personas dependen principalmente del agua de las minas de lignito cercanas (corporación de lignito Neyveli) para el riego. Y el lago veenangeni "vinneri". El lago es el lago más grande en las áreas circundantes. Los muchos pueblos trabajaron en NLC (Neyveli Lignite Corporation) en Neyveli.

## Institutos y escuelas
1. Colegio Politécnico Vivekananda.
2. Instituto de formación docente de Vivekananda.
3. Escuela primaria del gobierno.
4. Vivekananda escuela primaria.
- Datos: Q7918083